# سالپی (رمان رافی)
سالپی (ارمنی: Սալբի) یک رمان است به زبان ارمنی که توسط رمان‌نویس شهیر ارمنی، رافی نگاشته شده‌است. این اثر نخستین رمان وی می‌باشد در بین سال‌های ۱۸۷۴–۱۸۵۵ میلادی خلق شده است اما تا سال ۱۹۱۱ منتشر نشد.